# Camille Wright
Camille Wright, née le 5 mars 1955 à New Albany (Indiana), est une nageuse américaine.

## Carrière
Camille Wright participe aux Jeux olympiques d'été de 1976 à Montréal et remporte la médaille d'argent dans l'épreuve du 4 × 100 m 4 nages avec Shirley Babashoff, Linda Jezek et Lauri Siering.